# Margherita Luisa d'Orléans
Margherita Luisa d'Orleans (Blois, 28 luglio 1645 – Parigi, 17 settembre 1721) era figlia del duca Gastone d'Orleans e della sua seconda moglie Margherita di Lorena, quindi cugina del re Luigi XIV di Francia per parte di padre. Sposò Cosimo III de' Medici e fu granduchessa di Toscana dal 1670 al 1721.
La principessa francese, che avrebbe voluto sposare il cugino Carlo V di Lorena, convolò a nozze con l'erede del Granducato di Toscana nel 1661, contro la propria volontà. Il matrimonio tra Margherita Luisa e Cosimo III si rivelò uno dei più infelici nella storia di Casa Medici e la Granduchessa, che detestava il marito, riuscì ad ottenere il permesso di separarsi dallo sposo e tornare in Francia nel 1675.
Dalle nozze nacquero tre figli, compresi due maschi, ma nessuno dei tre riuscì a generare a propria volta un erede per la dinastia fiorentina, pertanto Gian Gastone, il minore dei figli di Margherita Luisa e di Cosimo III, fu l'ultimo granduca di Toscana del casato mediceo.

## Biografia

### Infanzia

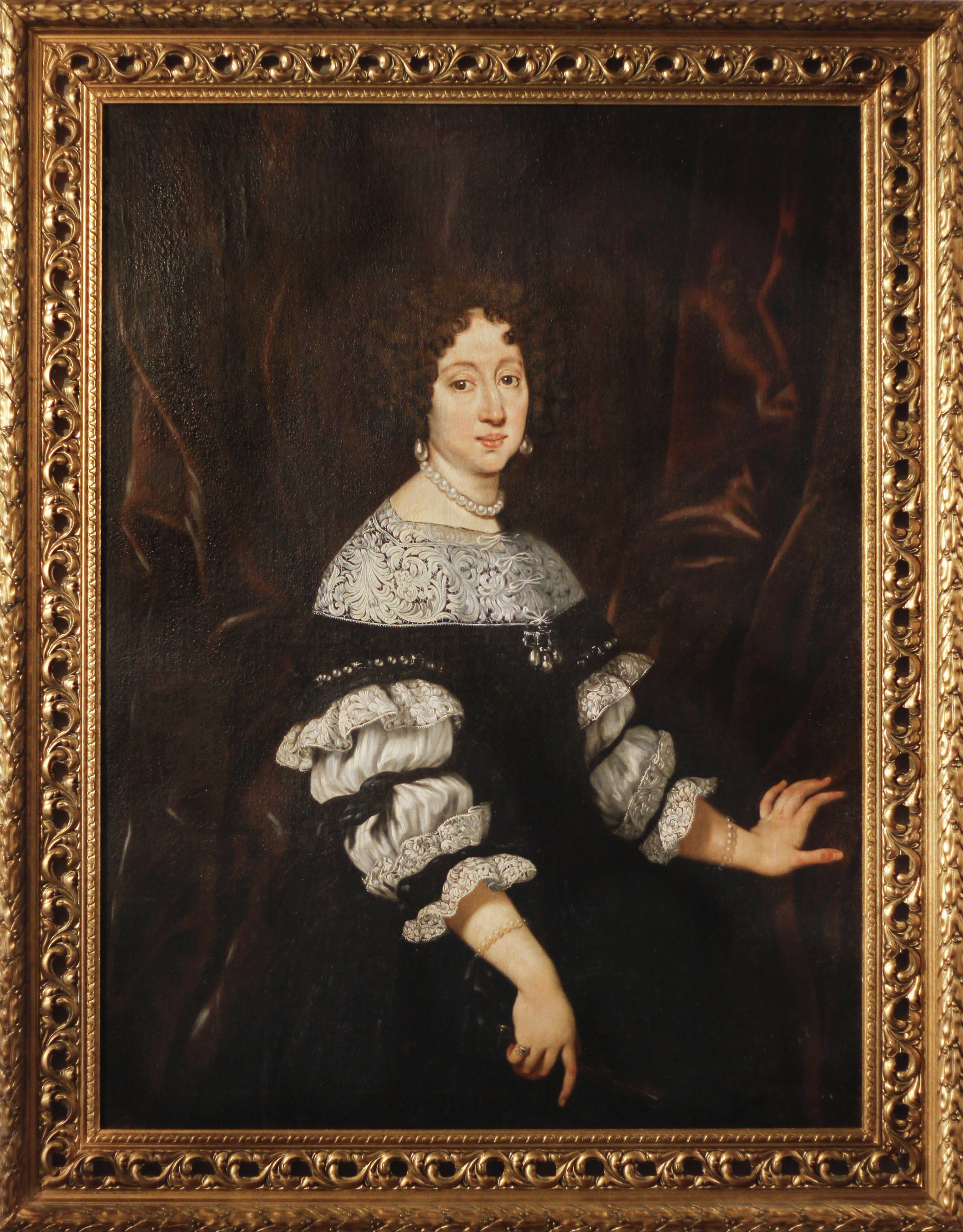
Justus Suttermans, Ritratto di Margherita Luisa d'Orléans, 1675, Pisa, Fondazione Anna Maria Luisa de'Medici

Trascorse la sua infanzia al Castello di Blois, dove il Cardinale Mazzarino e suo padre erano stati confinati dal 1652. Essi si preoccuparono della sua istruzione e della scelta del miglior pretendente per il suo matrimonio. Venne scelto il futuro Granduca di Toscana Cosimo III de' Medici, il quale ruppe una precedente promessa di matrimonio con una principessa della Sassonia. Le trattative di matrimonio andarono per le lunghe per via della difficoltà di trovare un accordo tra le parti circa la dote.

### Gran Principessa di Toscana
Margherita Luisa partì per Firenze nel 1661 e fece il suo ingresso il 20 giugno, data del suo matrimonio. Entrata della Porta San Gallo attraverso un monumentale apparato eseguito dagli architetti Gherardo e Pier Francesco Silvani, percorse via Larga fino al Duomo poi attraverso via Tornabuoni, il Ponte Santa Trinita e via Maggio arrivò a Palazzo Pitti dove si svolsero spettacolari festeggiamenti.
Margherita Luisa e Cosimo si salutarono con indifferenza, e, secondo Sofia, elettrice di Hannover, dormirono insieme una volta alla settimana. Margherita Luisa, due giorni dopo il loro matrimonio, chiese al consorte il possesso dei gioielli della Corona di Toscana, ma Cosimo rispose che non aveva l'autorità per darglieli. L'indifferenza di Margherita Luisa, dopo questo incidente, si trasformò in odio, aggravata dal suo amore per Carlo di Lorena, da cui era stata costretta a separarsi a Marsiglia. In una occasione, minacciò di rompere una bottiglia sulla testa di Cosimo, se lui non avesse lasciato la sua camera. Il suo odio per Cosimo, però, non impedì di mettere al mondo tre bambini: Ferdinando nel 1663, Anna Maria Luisa nel 1667 e Gian Gastone nel 1671. Le sue spese pazze la resero sgradita agli occhi del marito, ma anche impopolare agli occhi del popolo, stanco della sua etichetta lassista.
Il matrimonio fu uno dei meno azzeccati di tutta la storia dinastica dei Medici. Venendo dalla corte parigina, la più ricca, frivola, sfarzosa e animata di tutta Europa, Firenze, dominata dalla lugubre figura della religiosissima Vittoria della Rovere, madre di Cosimo e quindi sua suocera, dovette sembrarle ben più triste, provinciale e bigotta. Con il marito ci furono problemi sin dai primi tempi, per i loro caratteri praticamente opposti, tanto che a seguito delle sue lamentele, si ritirò confinata in un esilio forzato alla Villa di Poggio a Caiano (1672), dove mise su una piccola corte e fece arrivare spettacoli teatrali perché la svagassero. Un anno dopo Luigi XIV di Francia inviò a Firenze il vescovo di Marsiglia e la marchesa Du Deffant nel tentativo senza successo di far riappacificare la granduchessa con Cosimo III.

### Granduchessa Consorte di Toscana

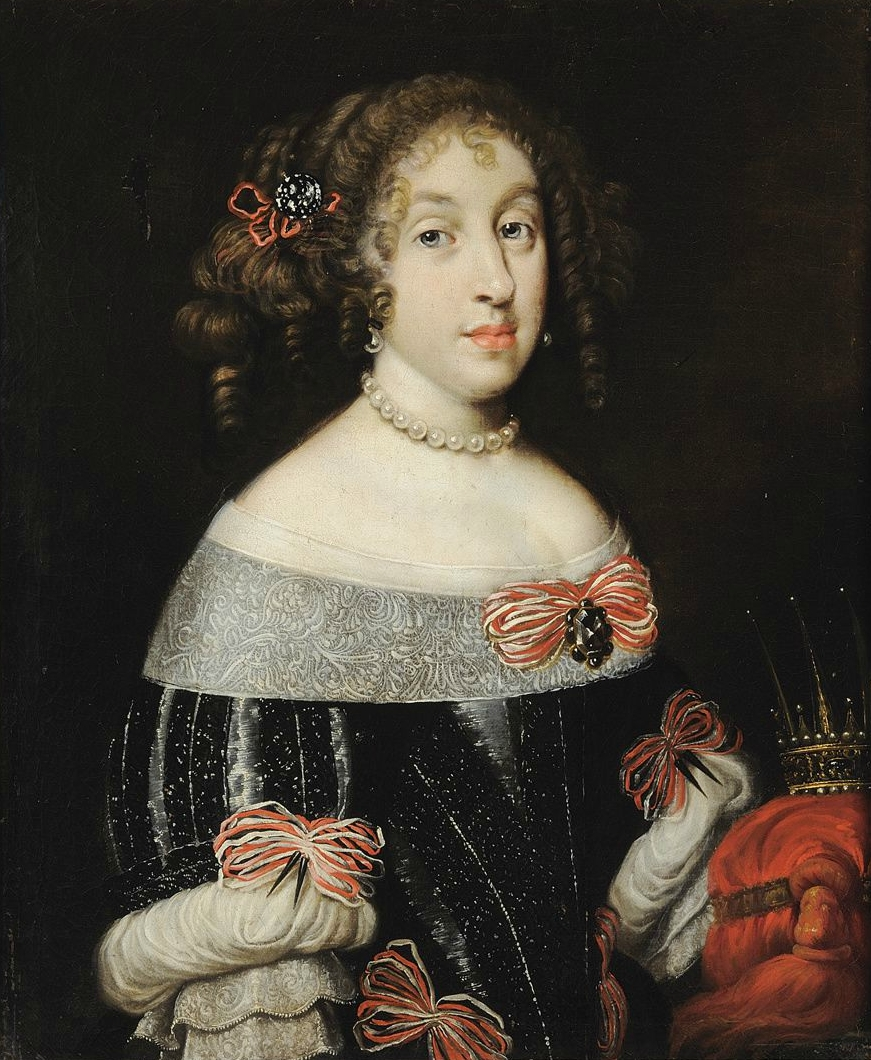
La granduchessa Margherita Luisa d'Orléans in un ritratto di scuola fiorentina (Galleria Palatina).

Nel mese di maggio 1670, con la morte del suocero Ferdinando II, Margherita Luisa divenne Granduchessa di Toscana. L'antica tradizione di ammettere la madre del Granduca al Consiglio privato fu ripresa al momento dell'accessione di Cosimo III. La Granduchessa Margherita Luisa, furiosa per la sua esclusione, si scontrò con la Granduchessa Madre Vittoria per la precedenza e chiese l'ingresso nel Consiglio. Cosimo III si schierò con la madre. Nei primi mesi del 1671, i combattimenti tra Margherita Luisa e Vittoria divennero così accesi che un contemporaneo osservò che "Palazzo Pitti è diventata la dimora del diavolo, e dalla mattina fino a mezzanotte solo gli insulti e il rumore di dispute potrebbero essere sentiti".
Nel 1675 Margherita Luisa ottenne la separazione e un'autorizzazione a ripartire per la Francia, godendo di un cospicuo mantenimento annuale (80.000 franchi) da parte del marito. Secondo gli accordi, Margherita Luisa avrebbe dovuto vivere chiusa nel convento di Montmartre, dove, sempre a spese di Cosimo III, era stato costruito per lei un appartamento indipendente. Tuttavia, stanca dell'oppressivo controllo del marito e della badessa del convento, Margherita Luisa, in un accesso d'ira, incendiò il proprio appartamento e minacciò di morte la badessa stessa. A seguito di queste clamorose rimostranze, le fu concesso di vivere in un lussuoso palazzo nel cuore di Parigi, nell'attuale Place des Vosges, e di poter frequentare assiduamente e liberamente la corte di Versailles. Margherita Luisa - che era stata colpita da due gravi ictus nell'ultimo periodo della sua vita aveva e perso la parola e la capacità di muoversi era quasi del tutto compromessa - si spense a Parigi il 17 settembre 1721. Quando la notizia della sua scomparsa arrivò a Firenze venne celebrata una messa in suo onore a San Lorenzo.

### La calligrafia

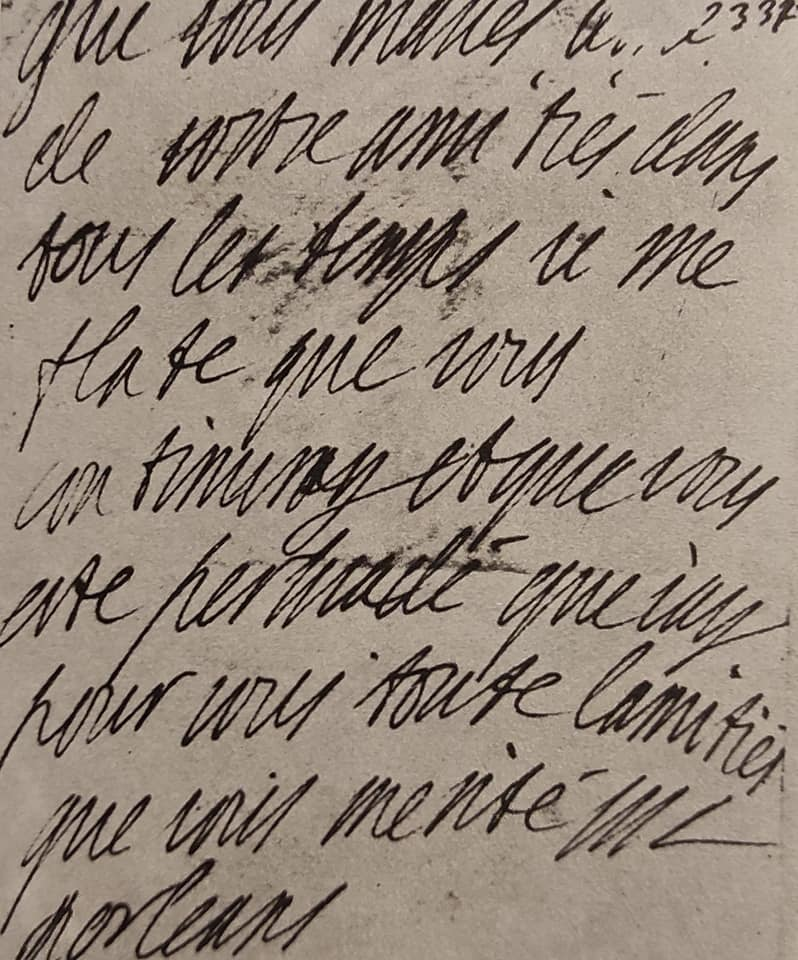
Calligrafia di Marguerite Louise d'Orléans

Come riporta Gaetano Pieraccini nel monumentale saggio La stirpe de'Medici di Cafaggiolo, Margherita Luisa si distinse dagli altri membri della famiglia granducale, fra le altre cose, anche per la calligrafia. La sua scrittura è caratterizzata da un tratto nervoso, velocissimo e spezzato, cioè da una verve che, scrisse il Pieraccini, denunciava una stretta corrispondenza fra i moti del polso e quelli dello spirito.

## Discendenza
Margherita Luisa d'Orleans e Cosimo ebbero tre figli, due maschi e una femmina:
- Ferdinando de' Medici (1663-1713), principe ereditario, sposò Violante Beatrice di Baviera senza discendenza, morì prima di diventare granduca per sifilide;
- Anna Maria Luisa de' Medici (1667-1743), sposò il principe Palatino Giovanni Guglielmo senza discendenza. Ultima discendente del ramo centrale della famiglia Medici vincolò le straordinarie collezioni di famiglia alla città di Firenze impedendone la dispersione.
- Gian Gastone de' Medici (1671-1737), Granduca di Toscana, sposò Anna Maria Francesca di Sassonia-Lauenburg senza discendenza; con lui si estinse il ramo granducale della famiglia Medici.

## Ascendenza
|                            |                     |                         | Genitori                 |  |  | Nonni |  |  | Bisnonni                   |  |  | Trisnonni                   |  |
|                            |                     |                         |                          |  |  |       |  |  | Antonio di Borbone-Vendôme |  |  | Carlo IV di Borbone-Vendôme |  |
|                            |                     |                         |                          |  |  |       |  |  | Antonio di Borbone-Vendôme |  |  | Carlo IV di Borbone-Vendôme |  |
|                            |                     | Francesca d'Alençon     |                          |  |  |       |  |  | Antonio di Borbone-Vendôme |  |  |                             |  |
| Enrico IV di Francia       |                     |                         |                          |  |  |       |  |  | Antonio di Borbone-Vendôme |  |  |                             |  |
|                            |                     | Giovanna III di Navarra | Enrico II di Navarra     |  |  |       |  |  |                            |  |  |                             |  |
|                            |                     | Giovanna III di Navarra | Enrico II di Navarra     |  |  |       |  |  |                            |  |  |                             |  |
|                            |                     | Giovanna III di Navarra | Margherita d'Angoulême   |  |  |       |  |  |                            |  |  |                             |  |
| Gastone d'Orléans          |                     | Giovanna III di Navarra |                          |  |  |       |  |  |                            |  |  |                             |  |
|                            |                     | Francesco I de' Medici  | Cosimo I de' Medici      |  |  |       |  |  |                            |  |  |                             |  |
|                            |                     | Francesco I de' Medici  | Cosimo I de' Medici      |  |  |       |  |  |                            |  |  |                             |  |
|                            |                     | Francesco I de' Medici  | Eleonora di Toledo       |  |  |       |  |  |                            |  |  |                             |  |
| Maria de' Medici           |                     | Francesco I de' Medici  |                          |  |  |       |  |  |                            |  |  |                             |  |
|                            |                     | Giovanna d'Austria      | Ferdinando I d'Asburgo   |  |  |       |  |  |                            |  |  |                             |  |
|                            |                     | Giovanna d'Austria      | Ferdinando I d'Asburgo   |  |  |       |  |  |                            |  |  |                             |  |
|                            |                     | Giovanna d'Austria      | Anna Jagellone           |  |  |       |  |  |                            |  |  |                             |  |
| Margherita Luisa d'Orlèans |                     | Giovanna d'Austria      |                          |  |  |       |  |  |                            |  |  |                             |  |
|                            | Carlo III di Lorena | Francesco I di Lorena   |                          |  |  |       |  |  |                            |  |  |                             |  |
|                            | Carlo III di Lorena | Francesco I di Lorena   |                          |  |  |       |  |  |                            |  |  |                             |  |
|                            | Carlo III di Lorena | Cristina di Danimarca   |                          |  |  |       |  |  |                            |  |  |                             |  |
| Francesco II di Lorena     | Carlo III di Lorena |                         |                          |  |  |       |  |  |                            |  |  |                             |  |
|                            |                     | Claudia di Valois       | Enrico II di Francia     |  |  |       |  |  |                            |  |  |                             |  |
|                            |                     | Claudia di Valois       | Enrico II di Francia     |  |  |       |  |  |                            |  |  |                             |  |
|                            |                     | Claudia di Valois       | Caterina de' Medici      |  |  |       |  |  |                            |  |  |                             |  |
| Margherita di Lorena       |                     | Claudia di Valois       |                          |  |  |       |  |  |                            |  |  |                             |  |
|                            |                     | Paolo di Salm           | Giovanni VI di Salm      |  |  |       |  |  |                            |  |  |                             |  |
|                            |                     | Paolo di Salm           | Giovanni VI di Salm      |  |  |       |  |  |                            |  |  |                             |  |
|                            |                     | Paolo di Salm           | Claude de Stainville     |  |  |       |  |  |                            |  |  |                             |  |
| Cristina di Salm           |                     | Paolo di Salm           |                          |  |  |       |  |  |                            |  |  |                             |  |
|                            |                     | Marie Le Veneur         | Tanneguy Le Veneur       |  |  |       |  |  |                            |  |  |                             |  |
|                            |                     | Marie Le Veneur         | Tanneguy Le Veneur       |  |  |       |  |  |                            |  |  |                             |  |
|                            |                     | Marie Le Veneur         | Marie Hélie de Pompadour |  |  |       |  |  |                            |  |  |                             |  |
|                            |                     | Marie Le Veneur         |                          |  |  |       |  |  |                            |  |  |                             |  |